# Thiania cupreonitens
Thiania cupreonitens es una especie de araña saltarina del género Thiania, familia Salticidae. Fue descrita científicamente por Simon en 1899.
Habita en Indonesia (Sumatra).